# Полистирен
Полистиренът (или полистирол) е полимер, изготвян от мономера стирен (стирол), течен въглеводород, произвеждан промишлено от петрол. При стайна температура полистиролът е твърд термопласт с аморфна структура, но при по-висока температура може да бъде разтопен и втвърден отново. Стиренът е ароматен мономер, а полистиренът е ароматен полимер. Произведен е за пръв път от BASF през 1930-те.

## Имена и търговски марки
От химична гледна точка мономерът е стирен, а полимерът – полистирен. В български отдавна се използват и наименованията стирол/полистирол, включително и в по-стари нормативни документи, но в последните години се налагат стандартните наименования на IUPAC стирен, респ. полистирен.
В Германия, а може би и в цяла Европа, най-познатата марка за експандиран полистирен (EPS) е на първия оригинален продукт – Styropor, на български – стиропор.
Американската компания Dow Chemical Company произвежда екструдиран полистирен (XPS) под запазената марка Styrofoam. В САЩ това название се е разпространило за всяка разновидност на полистирена. Марката на „Шмит Холдинг“ (Австрия) е „Austroterm“ за EPS и XPS. Марките на гръцката фирма „Фибран“ са „Fibran“ за XPS и „Izolmak-fibran“ (MK) za „Termopor“ за EPS. Марката на немската фирма BASF е „Styrodur“ за XPS.

## Свойства и употреба
Чистият твърд полистирен е безцветна гъвкава пластмаса със слаба деформируемост, която може да бъде изливана във форми с фини детайли. Полистиренът може да бъде прозрачен или оцветен в различни цветове. Той е евтин и се използва за производство на детски конструктори, пластмасови прибори за хранене и много други предмети, за които е подходяща сравнително корава евтина пластмаса с възможност за оцветяване в различни цветове. Полистиренът, произведен на листове, може да бъде формован в евтини чаши, чинии, кутии и други предмети за еднократна употреба, особено когато якостта, трайността и топлоустойчивостта не са толкова важни. Тънък слой от прозрачен полистирен често се използва като стандарт при инфрачервена спектроскопия.
Полистиренът е диелектрик с ниски загуби даже и при високи честоти. Използва се за различни радиотехнически детайли, за изолация на качествени кабели, за диелектрик на кондензатори. Кондензаторите с диелектрик от полистиреново фолио се наричат „стирофлексни“.
Най-масовата употреба на полистирена е като експандиран полистирен (EPS) (БДС EN 13163 Топлоизолационни продукти за сгради. Продукти от експандиран полистирен (EPS), произведени в заводски условия. Изисквания), известен още под търговски марки стиропор, фасаден стиропор и други, който представлява смес от около 5% полистирен и 95% въздух. Това е лекият материал, от който се изготвят топлоизолирани чаши за кафе и съдове за храна за вкъщи. Използва се също и за топлоизолация на сгради, пакетажен материал и в изготвянето на архитектурни макети. Използва се и за изготвянето на леярски модели за леене със стопяеми модели.
Подобрена, нехигроскопична разновидност на полистирена е екструдираният полистирен (XPS) с търговски наименования Фибран, Стиродур, Стирофлекс, Монодур, Глазформ, Стирофом, Тиктас, Полпан и други.
Удароустойчив полистирен (high-impact polystyrene, HIPS) е търговското име на съполимер на стирена и бутадиена. Полибутадиенът е каучук и поради неговото наличие се получава повишената жилавост на удароустойчивия полистирен. Той е основен материал за изработка на детайли чрез шприцване.